# 앙젤로 파리지
앙젤로 파리지(프랑스어: Angelo Parisi, 영어: Angelo Parisi 앤절로 패리시[*], 1953년 1월 3일~)는 영국과 프랑스의 유도 선수이다. 올림픽에서 금메달 1개, 은메달 2개, 동메달 1개를 획득했다. 세계 유도 선수권 대회에서 입상하지 못했으나 유럽 유도 선수권 대회에서 4회 우승을 달성했다.